# Multinational Joint Task Force
Die Multinational Joint Task Force (MNJTF) ist die gemeinsame multinationale Truppe von Einheiten der tschadischen, der Armee Nigers und der nigerianischen Armee, deren gemeinsames Ziel Antiterroroperationen sind. Hauptquartier ist Ndjamena, die Hauptstadt des Tschads, nachdem das ursprüngliche HQ Baga von Kämpfern von Boko Haram verwüstet wurde. Der MNTJF sind bis zu 10.000 Mann unterstellt. 
In der MJTF wirken mittlerweile Kräfte aus Kamerun, Tschad, Benin, Niger und Nigeria mit.

## Geschichte
Die Truppe wurde 1994 aufgestellt, um marodierende Banden an der Nordgrenze Nigerias zu bekämpfen. 1998 wurde die Einheit um die Truppen der benachbarten Staaten Tschad und Niger erweitert, um die Sicherheit in der Region um den Tschadsee zu gewährleisten. Hauptquartier ist Baga im nigerianischen Bundesstaat Borno. Unter anderem deshalb wurde die Stadt wurde im April 2013 von einem Angriff der Terrorgruppe Boko Haram heimgesucht, bei dem mindestens 185 Menschen starben, über 2000 Gebäude wurden zerstört. Infolge des Angriffs flüchteten etwa 2000 Einwohner in den Grenzort Bosso im Nachbarland Niger.
Am 3. Januar 2015 kam es zu einem erneuten Angriff auf Baga, bei dem die zum Schutz der Stadt dort stationierten Soldaten der MJTF flohen. Es war die fünfte Attacke innerhalb von zwei Jahren. Am 7. Januar wurde die Stadt bei einem Massaker niedergebrannt, nach Angaben der BBC wird von bis zu 2000 Toten ausgegangen.
Ein Regierungssprecher dementierte dies, Reuters berichtete von mindestens 100 Toten. Musa Alhaji Bukar, ein hochrangiger Regierungsbeamter, erklärte die Stadt sei „praktisch nicht mehr existent“.
Über Monate wehrte sich die Nigerianische Regierung gegen den Einsatz ausländischer Truppen auf dem Gebiet Nigerias. Schließlich stimmte sie aber zu, dass Truppen der Nachbarländer in den Kampf gegen Boko Haram auf ihrem Territorium eingreifen. Befehlshaber der MNJTF war bis zu seiner Ernennung zum Stabschef der Nigerianischen Armee im Juli 2015 Tukur Buratai.
Später stand die MNJTF sowohl den Terroristen von Boko Haram, wie auch von Ansaru gegenüber. Im April 2012 wurde das Mandat der Truppe auf Antiterroroperationen ausgedehnt.